# II Inspektorat Zamojski Armii Krajowej

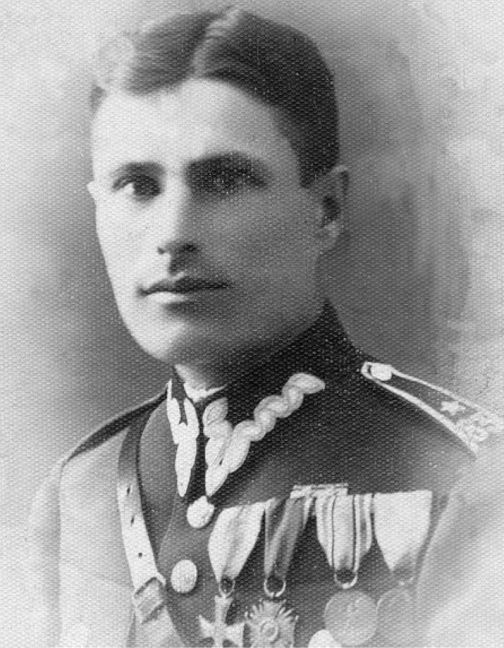
Marian Pilarski, założyciel organizacji

II Inspektorat Zamojski Armii Krajowej – organizacja antykomunistyczna na Zamojszczyźnie powstała z inicjatywy byłego dowódcy Obwodu Zamojskiego Wolność i Niezawisłość Mariana Pilarskiego „Jara” na bazie członków AK, BCh i WiN. Działała w latach 1948–1954. Obejmowała cztery odrębne obwody (Hrubieszów, Krasnystaw, Tomaszów Lubelski i Zamość). Była największą w tym okresie organizacją antykomunistyczną na Zamojszczyźnie. Jej liczebność obejmowała ponad 200 zaprzysiężonych żołnierzy oraz nie mniej liczne grono współpracowników. W skład organizacji wchodziło kilka oddziałów zbrojnych: lotna żandarmeria (dowódca Tadeusz Łagoda „Barykada”, a później Stanisław Pakos „Wrzos”), oddział Piotra Smagały „Sroki”, oddział Ludwika Rogalskiego „Kanciarza”, oddział Wincentego Mieczysława Wróblewskiego „Szuma” i Henryka Kwaśniewskiego „Luxa”.

## Powołanie
Jej założenie planowano jeszcze w 1947 r., bowiem 8 września 1947 r. doszło w klasztorze pw. św. Antoniego w Radecznicy do spotkania M. Pilarskiego „Jara”, Stanisława Biziora „Eama”, Stanisława Karczewskiego „Goraja”, Andrzeja Stachyry „Saturnina”, Stefana Derkacza i Jana Jakubiaka „Brzozy”, celem jej powołania. Nie doszło jednak do tego. Do powołania organizacji doszło 28 marca 1948 r. w klasztorze w Radecznicy, kiedy przysięgę złożyło 11 osób. Następnie rozpoczęto werbowanie nowych członków i w tym celu odbywały się odprawy organizacyjne m.in. u L. Rogalskiego „Kanciarza” w kol. Zawalów (lato 1949 r.) i Jana Kapusty w kol. Poddąbrowa (grudzień 1949 r.) i Antoniego Chmiela w Ornatowicach (luty 1950 r.). Do chwili aresztowania kierownictwa organizacji cały czas powoływano nowych członków, celem „zorganizowania terenu” pod przyszłą działalność.

## Cele
Podstawowym założeniem organizacji było oswobodzenie Polski spod dominacji sowieckiej, co miało nastąpić w wyniku wybuchu wojny pomiędzy państwami zachodnimi a Związkiem Sowieckim latem 1950 r. Organizacja dążyła również, poprzez pozbawianie spółdzielni produkcyjnych środków finansowych, do zahamowania kolektywizacji na polskiej wsi.Nadto przeprowadzano akcje wymierzone w osoby popierające reżim komunistyczny, ale były one nieliczne i raczej przypadki likwidacji takich osób były związane z walkami w czasie obław lub „bojów spotkaniowych”.

## Struktura
Sztab:
- Inspektor – Marian Pilarski „Jar”,
- Zastępca inspektora – Władysław Skowera „Orkan”,
- Szef sztabu – Stanisław Karczewski „Niebora”,
- Adiutant- Antoni Burzański „Burza”,
- Wywiad – Antoni Gronowski „Sęp”,
- Kapelan – Jan Ryba (o. Hugolin) „Robak”,
- Lekarz – dr Julian Tyczkowski „Sparta”,
- Wojskowa Służba Kobiet – Maria Kita „Maria”,
- łącznik „Jara” – Józef Smoliński „Łoza”
- główny punkt kontaktowy – Aleksander Stąsik „Jastrząb”

I – Obwód Zamość (dowódca – W. Skowera „Orkan”, wywiad – Kazimierz Kaleta „Zakręt”, kwatermistrz – Józef Noworol „Młynarski”). Rejony:
1. miasto Zamość – A. Gronowski „Sęp”,
2. Koniuchy, Kotlice, Sitno, Skierbieszów – Józef Włoszczuk „Pistolet”,
3. Sitaniec – S. Bizior „Eam”,
4. Radecznica i Sułów – Jan Hadam „Agrest”,
5. Łabunie – Stanisław Niemczuk „Grzegorz”,
6. Szczebrzeszyn, Zwierzyniec – Stanisław Karczewski „Niebora”,
7. Krasnobród – Jan Flaga „Nemo”,
8. Stary Zamość, Wysokie, Mokre – Mikołaj Tchórz „Wiśniewski”.

II – Obwód Tomaszów Lubelski (dowódca Alfred Tor „Zych”, zastępca Marian Woźniacki „Marian”, łączniczka – Regina Chmiel (Romanowicz), wywiad – Józef Prusiński „Barbara”). Rejony:
1. Tomaszów Lubelski, Uhnów – Kazimierz Nagórny,
2. Łaszczów – Władysław Wiśniewski,
3. Rachanie – Jan Czuk „Kosa”,
4. Tarnawatka – Edward Czuwara,
5. Majdan Górny, Jarczów – Jan Krystek,
6. Komarów – Stanisław Bajer,
7. Tyszowce – Władysław Gniewski vel Gnida „Huragan”.

III – Obwód Hrubieszów (dowódca Mieczysław Dziduch „Colin”, zastępca Kazimierz Buczak „Smutny”). Rejony:
1. Hostynne – S. Karczewski „Niebora”, a później Władysław Nowosad „Wacław”, zastępca Adam Kapluk,
2. Grabowiec – Wincenty Mieczysław Wróblewski „Szum”,
3. Miączyn – Władysław Błaszczuk „Wilk”,
4. Moniatycze – brak danych,
5. Uchanie – brak danych.

IV – Obwód Krasnystaw (dowódca Andrzej Stachyra „Saturnin”, zastępca Krzysztof Polski „Krzysztof” lub Stefan Derkacz). Rejony:
1. Turobin – brak danych,
2. Rybie – brak danych,
3. Gorzków – brak danych,
4. Krasnystaw – brak danych,
5. nieustalone trzy gminy – brak danych[4].

## Aresztowania
W kwietniu 1950 r. Wojewódzki Urząd Bezpieczeństwa Publicznego w Lublinie i podległe mu jednostki UB w Hrubieszowie, Zamościu, Tomaszowie Lubelskiem i Krasnymstawie dokonały aresztowania Józefa Włoszczuka „Pistoleta” i Ludwika Rogalskiego „Kanciarza”. W wyniku zeznań wymuszonych torturami dopiero wówczas ustalono, że istnieje w terenie organizacja M. Pilarskiego, o czym UB nie wiedziało. Rozpoczęto aresztowania osób, które w krótkim czasie doprowadziły do zatrzymania kierownictwa II Inspektoratu Zamojskiego AK, żołnierzy oddziału L. Rogalskiego „Kanciarza” oraz większej części pozostałych członków. Aresztowani po przeprowadzonych śledztwach byli oskarżani, a następnie skazywani przez Wojskowy Sąd Rejonowy w Lublinie. Wyroki śmierci wykonano na: Pawle Kalinowskim „Francuzie”, Stanisławie Biziorze „Eamie”, Marianie Pilarskim „Jarze”, Ludwiku Rogalskim „Kanciarzu”, Piotrze Smagale „Sroce” (ujęty wcześniej) i Mieczysławie Szewczuku „Włochu”. Pozostali ujęci członkowie organizacji i ich współpracownicy skazani zostali na kary więzienia.
Podstępem, polegającym na udawaniu choroby psychicznej, udało się uniknąć skazania A. Stachyrze „Saturninowi”, jednak i on spędził długi czas w więzieniu i poddawany był nieludzkiemu śledztwu. Aresztowania uniknął Czesław Szewluk „Orlik” i Stanisław Szady „Brzytwa”, którzy powiadomili część członków. Podjęte przez UB próby aresztowań nie dały wyników m.in. w zakresie J. Hadam „Agresta”, M. Dziducha „Colina”. J. Czuka „Kosy”. Wcześniej w terenie przebywali Józef Pyś „Ostry” i S. Pakos „Wrzos”, których również nie zatrzymano. Grupa zbrojna W.M. Wróblewskiego „Szuma” podzieliła się na dwa oddziały pod dowództwem „Szuma” (rejon hrubieszowski) i H. Kwaśniewskiego „Luxa” (rejon hrubieszowski). W dalszym czasie odrębnie od niej operował patrol Antoniego Mojżesza „Romka” i Eugeniusza Malca „Ryśka” (rejon zamojski). Z uwagi na konieczność zapewnienia środków do przeżycia ukrywającym się partyzanci podjęli szerszą działalność zbrojną.
Partyzanci byli tropieni przez oddziały KBW, UB i MO oraz rozpracowywani przez komunistycznych agentów. W wyniku prób aresztowań oraz walki zginęli:
- Dominik Brodaczewski (oddział „Sroki”) – 8 kwietnia 1949 r.,
- Antoni Zawiślak (oddział „Sroki) – 25 kwietnia 1949 r.,
- Tadeusz Łagoda „Barykada” – 13 października 1949 r.,
- Kazimierz Piotrowski „Cygan”, „Czarny (oddział „Wrzosa”) – 13 lutego 1951 r.[8],
- Józef Pyś „Ostry” (oddział „Wrzosa”) – 18 lutego 1951 r. (ciężko ranny w walce z MO zmarł w szpitalu)[9],
- Henryk Kwaśniewski „Lux” i Wacław Kwaśniewski „Mściwy” – 15 grudnia 1951 r.,
- Stanisław Pakos „Wrzos” – 20 grudnia 1951 r.[10],
- Antoni Mojżesz „Romek” i „Eugeniusz Malec „Rysiek” – 11 maja 1952 r.[11]
- Wincenty Mieczysław Wróblewski „Szum” – 23 maja 1952 r.[12]
- Jan Hadam „Agrest” – 23 czerwca 1952 r. (zastrzelony w zasadzce)[13].

Część ukrywających się żołnierzy nie została ujęta przez UB i ujawniła się wiosną i latem 1952 r. np. Wanda Piłat, Władysław Nowosad „Wacław”, Stanisław Szady „Brzytwa”, Władysław Błaszczuk „Wilk”.
Najdłużej ukrywał się Czesław Szewluk „Orlik”, który w wyniku prowokacji UB polegającej na rzekomym wywozie go za granicę, został złapany z bronią na Dworcu Wschodnim w Warszawie 15 grudnia 1954 r. Został skazany na karę dożywotniego więzienia.
W krypcie bazyliki im. św. Antoniego Padewskiego w Radecznicy spoczęły odnalezione przez IPN szczątki Stanisława Biziora „Eama” i Mariana Pilarskiego „Jara”. Od kilku lat w Radecznicy organizowane są obchody poświęcone tej organizacji pod tytułem „Konspiracja w klasztorze”.
W 2018 r. żyły jeszcze dwie osoby związane z działalnością ww. organizacji: łączniczka oddziału „Luxa” – ppor. Wanda Piłat oraz żołnierz oddziału Józefa Złomańca „Mosiądza”, który ukrywał się i współpracował z Janem Hadamem „Agrestem – Piotr Bartnik „Jastrząb”.
W sierpniu 2018 r. ustanowiono odznakę pamiątkową II Inspektoratu Zamojskiego AK.